# Martinique
14°38′56″N 61°01′14″V / 14.64889°N 61.02056°V
Martinique er en ø og et fransk oversøisk departement (nummer 972) og en oversøisk region, som er beliggende i Caribien nord for Trinidad og Tobago. Øen har et areal på 1.128 km² og ca. 430.000 indbyggere. Hovedstaden er Fort-de-France. Martinique er ligesom Guadeloupe og Guyana en del af EU.
Martinique var, med undtagelse af korte perioder hvor den var under britisk kontrol, fra 1635 til 1946, hvor den blev transformeret til et departement, en fransk koloni.
I 1902 blev Martiniques daværende hovedstad, Saint-Pierre, ødelagt af et stort vulkanudbrud, og byens befolkning på ca. 30.000 omkom. De eneste to overlevende var byens skomager og en kriminel, der sad i byens fængsel.

## Historie
- Den 15. juni 1502 ankommer Christopher Columbus til Martinique.
- I 1630 gik montagne Pelée (Martiniques vulkan) i udbrud.
- 1635: Richelieu grundlægger "Compagnie des Isles d’Amérique" (De Amerikanske Øers Kompagni) eller "Compagnie Saint-Christophe".
- Pierre Belain d'Esnambuc etablerer sig i Martinique den 1.september 1635 med 100 af sine folk. Han ankommer i det område, hvor byen St. Pierre ligger i dag. Martiniques primære status er « et fransk område administreret af et handelsselskab »
- I 1648 går handelsselskabet konkurs, og øerne sættes til salg. Jacques Dyel, Belain d'Esnambucs nevø, køber dem og lever fortsat i forståelse med de caribiske indfødte indianere, (cariberne). Han grundlagde Fort Royal – I dag Fort-de-France – og indførte sukkerrør på øen.
- Ved hans død i 1658 opstår der konflikter mellem kolonisterne og cariberne. Disse bliver massakreret eller udvist til andre øer i 1660.
- Udvidelse af forskellige industrier som kaffe, indigo og sukkerrør resulterer i et økonomisk system, som baseres på slaveri. Slavehandelen tilfører hundredvis af fanger, hovedsageligt negre fra det vestlige Afrika.
- I 1664 grundlægger Jean-Baptiste Colbert « la Compagnie des Indes occidentales » (Det Vestindiske Selskab). Ved denne begivenhed tilfalder øerne det franske kongerige.
- I 1674 implementeres en militær regering under den franske konge.
- 16. juli 1674: Den hollandske admiral Michiel de Ruyters flåde lægger sig ud for Fort Royal, der forsvarer sig og vinder slaget.
- I 1685 ‘Den sorte kode’: Slaveriet bliver regulariseret og institutionaliseret med mange regler og begrænsninger, hvor slaven bliver defineret som « bien immobilier » (godsejendom). Hovedmagten er lagt hos militæret, der omfatter samtlige myndigheder.
- Fader Labats, den dominikanske missionær, opdagelsesrejsende, etnolog, forfatter og landmand ankommer i 1694. Han grundlægger Sankt-Jacques sukkerrørsplantage i 1696, der hurtigt viser sig at blive en foregangsvirksomhed i sukkerindustrien selv mange år efter.
- 1762 – 1763: Engelsk overtagelse af Martinique. Fort Royal kapitulerer den 4. februar 1762 og bliver besat, men kun i ni måneder eftersom « Paris traktaten » leverede øerne tilbage til Frankrig, der til gengæld mistede Canada.
- 1763: Joséphine de Beauharnais, den fremtidige franske kejserinde, gift med Napoleon 1. af Frankrig, bliver født på « Trois-Ilets »(De tre små øer)
- 1792: Vulkanen la Montagne Pelée er i udbrud.
- 1793: Vicomten Jean – Marie Donatien af Vimeur, Vicomte af Rochambeau bliver guvernør.
- 1794: Konventionens styre[1] under den franske revolution stemmer for slaveriets afskaffelse.
- 23. marts 1794: Engelsk besættelse af Martinique.
- 1802: Ved Amiens traktaten leveres øen tilbage til Frankrig. Napoléon Bonaparte genetablerer slaveriet.
- 1809: Ny besættelse af Martinique.
- 1815: Slavehandelen afskaffes.
- 1819: Indførelse af « l'octroi de mer » (sundtold), en afgift, der modtages for hver indsejling i det Caribiske Hav. Den findes den dag i dag.
- 1830: Louis Philippe bevilger « l'égalité des droits » retsligheden.
- 1833: England er det første land til at dekretere slaveriets afskaffelse på sine territorier. Armand Barbes en guadeloupeaner, fører en kamp i Paris for slavernes frigørelse, men bliver dømt til døden af Louis-Philippe efter et mislykket forsøg på besættelse af rådhuset i Paris. Hans dom bliver « formildet » til (travaux forcés) livsvarig fængsling på grund af Victor-Hugos indgreb.

- Den 24. februar 1848 dannes en ny regering i Frankrig (Den 2. republik). Den 27. april 1848 bekendtgør regeringen en serie af dekreter, som giver 72.000 slaver frimandsstatus. Her afskaffes altså slaveriet.
- I 1851 afskaffer det første dekret slaveriet, men med to måneders forsinkelse og erstatningsmulighed for de tidligere ejere.
- Der opstår uro i Martinique – et oprør, der kulminerer i en bevæbnet opstand den 22. og 23. maj 1848 i St. Pierre og resulterer i øjeblikkelig indførelse af dekretet.
- 1851: første udbrud af Montagne Pelée. De første indere og kinesere ankommer til landet for at råde bod på mandskabsmangel og for at genopbygge den nordlige del af landet, hærget af opstande.
- (1852-1870) viser en tilbagevenden af den centralistiske magt, fuldt underkastet den franske regering uden spor af lokal indflydelse.
- 1870 – 1885, indførelse af « suffrage universel » (stemmeret). Borgerne vælger selv deres repræsentanter i de forskellige lokale institutioner.
- Den 8. maj 1902, kl. 07.50 om morgenen går vulkanen Montagne Pelée i udbrud. Byerne Saint Pierre og Le Prêcheur bliver udslettet og 26.000 mennesker bliver dræbt som følge heraf. Fort-de-France bliver den nye hovedstad på Martinique.
- 1914-1918: Stor deltagelse i første verdenskrig af den martinikanske ungdom, der ser to tredjedele af deres soldater blive såret, fanget eller dræbt i denne krig.
- 1929-1932: La Montagne Pelée vågner til live. Dog er det et mindre alvorligt udbrud end det i 1902.
- En 1938: Le conseil général de la Martinique (forsamling) erklærer sig enstemmigt for at antage status som departement, der først indføres ved slutningen af anden verdenskrig.
- 1940-1943: Martinique er under Vichy-regeringen.
- 1943: Martinique tilslutter sig "de Frie franske styrker".
- 1951: Den første cyklon passerer Martinique. Denne døbes "The Dog".
- 19. Mars 1946: Martinique bliver et fransk departement, der repræsenteres i parlamentet af 2 parlamentsmedlemmer samt to senatorer. I årene 1948, 1954, 1956 etc., opstår der mange sociale konflikter.
- 1947: Pierre Albert Trouillé er den 1. franske præfekt (øverste myndighed i departement).
- 1958: Parlementsmedlemmet Aimé Césaire, borgmester i Fort-de-France, grundlægger PPM (Parti for fremskridt). Ved en folkeafstemning besluttes et fortsat tilhørsforhold til Frankrig.
- 1960: Indførelse af status som "départementalisation adaptée" (Den tilpassede departementstatus).
- 1963: Oprettelse af BUMIDOM funktion .(Vandrings Bureau).
- 1973: Alfred Marie-Jeanne og Lucien Veilleur, Marc Pulvar et Garcin Malsa grundlægger det nye parti "La Parole au Peuple" (Stemmen til folket)
- 1974: La Martinique bliver en fransk region (ROM).
- 1978: Alfred Marie-Jeanne grundlægger selvstændighedsbevægelsen « le Mouvement Indépendantiste Martiniquais-MIM » som har landets selvstændighed som mål.
- 1983: Decentraliseringen pålægger øen nyskabelse af (conseils régionaux) regionalforsamlinger
- 1998: Alfred Marie-Jeanne bliver valgt som præsident i regionalforsamlingen. Udnævnelse af en ny præfekt, Dominique Bellion.
- 1999: Bananer fra Martinique er i centrum for en handelskrig mellem USA og Europa.
- 2000: Det franske parlament vedtager loven om organisering af den oversøiske Frankrig (LOUM), som indføres i DOM-ROM (Det oversøiske franske departement og regioner), en « kongres » med begrænset magt.
- 2001: Serge Létchimy, fra Parti progressiste martiniquais (PPM) (parti for fremskridt) overtager posten som Fort-de-Frances borgmester efter Aimé Césaire (87 år) og efterfølgende borgmester i 47 år.
- Den 8. maj 2002 er 100-årsdag for Montagne Pelées store udbrud.
- 2003: Folk bestemmer sig for den dobbelte status: departement og region.(DOM-ROM)
- 2004: Martiniques 24. præfekt , Yves Dassonville, afløser Michel Cadot (2000-2004)

## Geografi, klima og vegetation
Martinique befinder sig imellem Dominique-øen og Sankt Lucie-øen.

Den måler 60 km gange 20 km og er den tredjestørste ø i de Små Antiller med sine 1111 km² efter Guadeloupe og Trinidad.

Der findes få oprindelige dyrearter på Martinique.

Martinique lever op til sit navn "Blomsternes ø", med sine bougainvillea, hibiscus (Hawaiiblomst), kanna indisk blomsterrør, anthurium (flamingoblomst) og kæmpebregner. Mangroven med sine mange træer er også en del af landskabet.

## Interne henvisninger
- Frankrigs administrative inddeling